# ملعب بيهرن آرينا
ملعب بيهرن آرينا (بالإنجليزية: Behrn Arena)‏ هو ملعب كرة قدم متعدد الأغراض يقع في أوربرو، السويد، يتسع لـ 14,500 متفرج.

## التاريخ
افتتح الملعب في 1923.